# Šmartno pri Litiji
Šmartno pri Litiji – wieś w Słowenii, siedziba gminy Šmartno pri Litiji. W 2018 roku liczyła 1396 mieszkańców.